# Мільйони Брюстера
Мільйони Брюстера (англ. Brewster's Millions) — американська комедійна драма Джозефа Енабері 1921 року з Роско Арбаклом в головній ролі. Фільм вважається втраченим.

## Сюжет
Монте Брюстер дізнається, що він успадкував 10 мільйонів доларів від свого покійного діда, але потім дізнається, що повинен витратити $ 2 млн менш ніж за рік і залишатися нежонатим, щоб отримати інші гроші.

## У ролях
- Роско ’Товстун’ Арбакл — Монте Брюстер
- Бетті Росс Кларк — Пеггі
- Фред Гантлі — містер Брюстер
- Меріен Скіннер — місіс Брюстер
- Джеймс Корріген — містер Інгрем
- Джин Екер — Барбара Дрю
- Чарльз Огл — полковник Дрю
- Нілі Едвардс — Маклеод
- Вільям Бойд — Гаррісон
- Л. МакКарті — Елліс
- Дж. Паркер МакКоннелл — Петінгіл
- Джон МакФарлейн — Блейк